# Willy Wirthgen
Willy Wirthgen (* 22. Oktober 1904 in Rabenau bei Dresden; † 3. April 1944 im Fort de Bondues bei Lille) war ein deutscher Widerstandskämpfer gegen den Nationalsozialismus, der 1944 hingerichtet wurde.

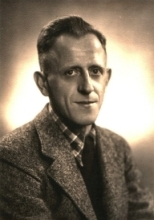
Willy Wirthgen

## Biographie
Er erlernte das Sattlerhandwerk. Ab 1928 arbeitete er in Kempten (Allgäu) als Polsterer und Tapezierer. Nach dem Besuch der Reichsparteischule der KPD „Rosa Luxemburg“ in Fichtenau bei Berlin wurde er 1931 Agitprop-Leiter in Kempten und Vorsitzender des Erwerbslosenausschusses in Kempten.
Wirthgen produzierte im März und April 1933 noch zwei illegale Ausgaben der KPD-Zeitung „Kempter Mosaik“ in einer Sennhütte auf dem Grünten. Danach wurde er denunziert und im April verhaftet. Im Mai wurde er aus dem Münchner Polizeigefängnis ins KZ Dachau überstellt. Im Dezember 1933 wurde er vom Oberlandesgericht München wegen Vorbereitung zum Hochverrat zu 18 Monaten Zuchthaus verurteilt. Wieder freigelassen, arbeitete er 1935 wieder als Polsterer und Tapezierer. Am 10. September 1939 wurde er im Rahmen der „Aktion 1.9.“ auf Veranlassung der Stapo Augsburg von Sonthofen aus in das KZ Buchenwald eingeliefert. In den Akten von Buchenwald wurde er als „wehrunwürdig“ gestempelt. Am 20. Januar 1940 wurde er aus dem KZ Buchenwald entlassen. Ab 2. Dezember war er bei einer Flak-Einheit der Wehrmacht. Am 10. Dezember 1943 wurde er vom Feldgericht des Kommandeurs der 16. Flak-Division wegen Wehrkraftzersetzung und defätistischer Äußerungen während eines Heimaturlaubs gegenüber Freunden im Treppenhaus, welche von der Vermieterin denunziert wurden, zum Tode durch Erschießen verurteilt. Das Urteil wurde am 3. April 1944 im Fort de Bondues bei Lille vollstreckt (wo sich heute ein Musée de la Résistance zur Erinnerung an dort ebenfalls hingerichtete 68 französische Résistance-Angehörige befindet). Nach Bestattung in Marquette-lez-Lille wurde er 1962 auf die Deutsche Kriegsgräberstätte Bourdon bei Amiens umgebettet.

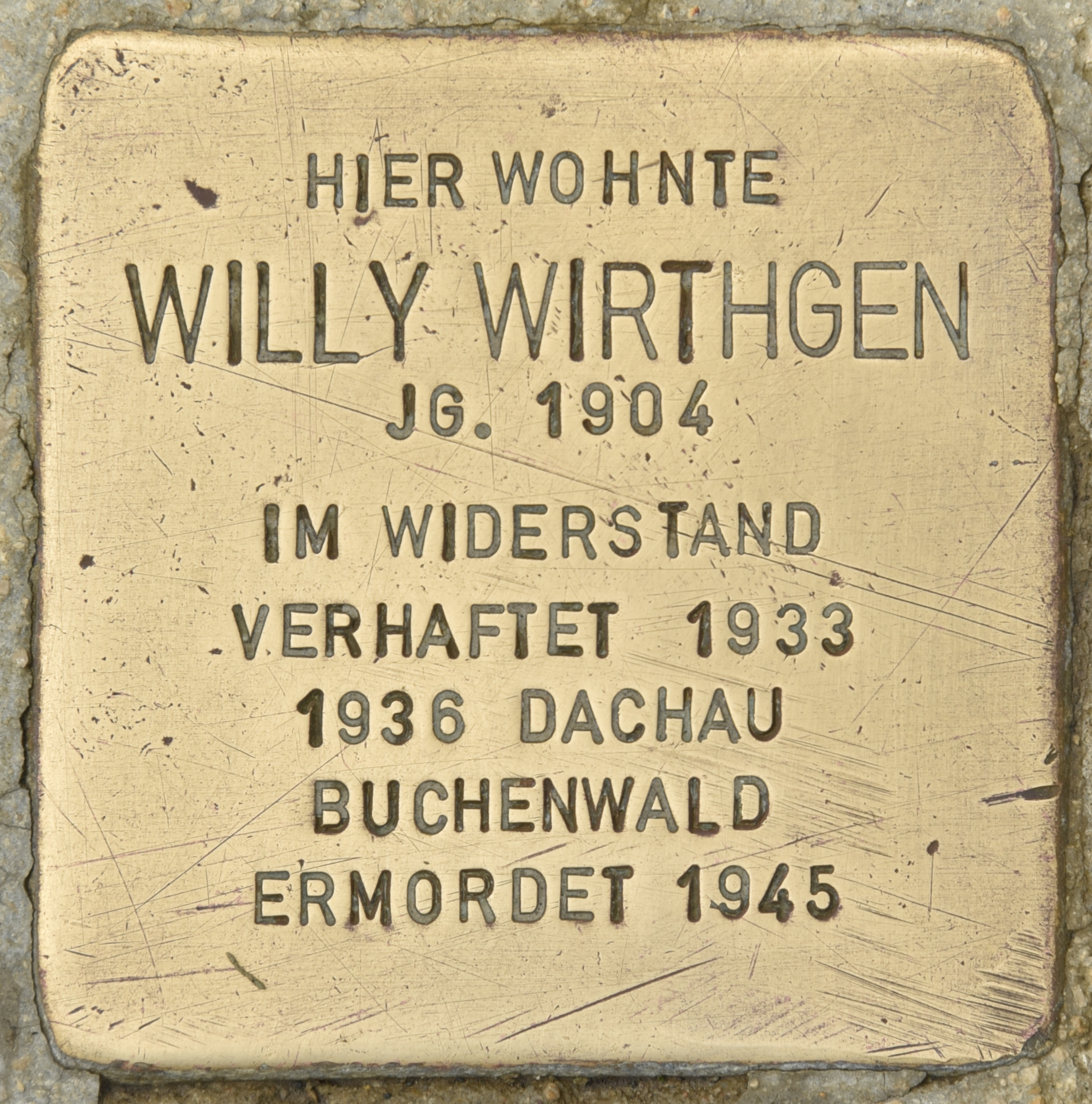
Stolperstein für Willy Wirthgen in Kempten

Im Sommer 2010 wurde in Kempten vor dem Hause Hohe Gasse 19 ein Stolperstein verlegt. Nach der Inschrift auf diesem Stolperstein ist er im KZ Dachau oder KZ Buchenwald im Jahr 1945 ermordet worden. Das scheint nach den Ergebnissen von Nachforschungen nach dem Jahr 2010 nicht so gewesen zu sein. Im November 2015 wurde an dem Haus Hohe Gasse 19 eine Gedenktafel angebracht.